# Савченко Анжела Олегівна
Анжела Олегівна Савченко (Травян) (нар. 6 квітня 1987, Запоріжжя) — українська гандболістка, тренерка з гандболу. Майстер спорту.

## Біографія
Народилася 6 квітня 1987 р. в Запоріжжі. У 5-му класі почала займатись гандболом під керівництвом Терези Ткалич.

### Професійна кар'єра
- У 15 років потрапила до команди «Мотор-2».
- У 2005 році починає грати за львівську «Галичанку». В складі команди двічі здобула срібло чемпіонату України та звання майстра спорту.
- У 2009 році виступає з казахську команду «Сейхун-КАМ» з міста Кизилорда. У складі цієї команди стає чемпіонкою Казахстану.
- На сезон 2009/10 повертається до «Галичанки».
- Сезон 2010/11 проводить в ужгородських «Карпатах», стає віце-чемпіонкою України[1].

Тренерську кар'єру розпочала у 2015 році, тренувала групу дівчат 10-12 років. Працювала на посаді другої тренерки в гандбольному клубі «Галичанка» у період з липня 2016 по травень 2018 та в сезоні 2019/2020.
Окрім гандболу, професійно займається фотографією.

### Освіта
Випускниця (спеціаліст) Запорізького національного університету, факультету фізичного виховання (2010 р. в.) та ЛНУ ім. Івана Франка, географічного факультету (2011 р. в., бакалавр).

### Особисте життя
Одружена. Після завершення сезону 2010/11 взяла декретну відпустку, 28 лютого 2012 року народила сина Дмитра, а 15 жовтня 2021 року — сина Тимофія.